# Monumento nacional Castner Range
El monumento nacional Castner Range es un monumento nacional en el condado de El Paso, Texas, que cubre 6,672 acres (27 km) de las Sierra de los Mansos. Fue establecido por el presidente Joe Biden el 21 de marzo de 2023. El monumento, un antiguo campo de pruebas de armas, es parte de Fort Bliss y es administrado por el Ejército de los Estados Unidos como el único monumento nacional de conservación de la tierra dentro del Departamento de Defensa. El monumento incluye las laderas orientales de la montaña North Franklin, el pico más alto de la zona. Se encuentra junto al Parque Estatal Franklin Mountains y el noreste de El Paso y cerca del monumento nacional Organ Mountains-Desert Peaks en Nuevo México. Como la remediación está en curso, el sitio está cerrado al público.

## Historia

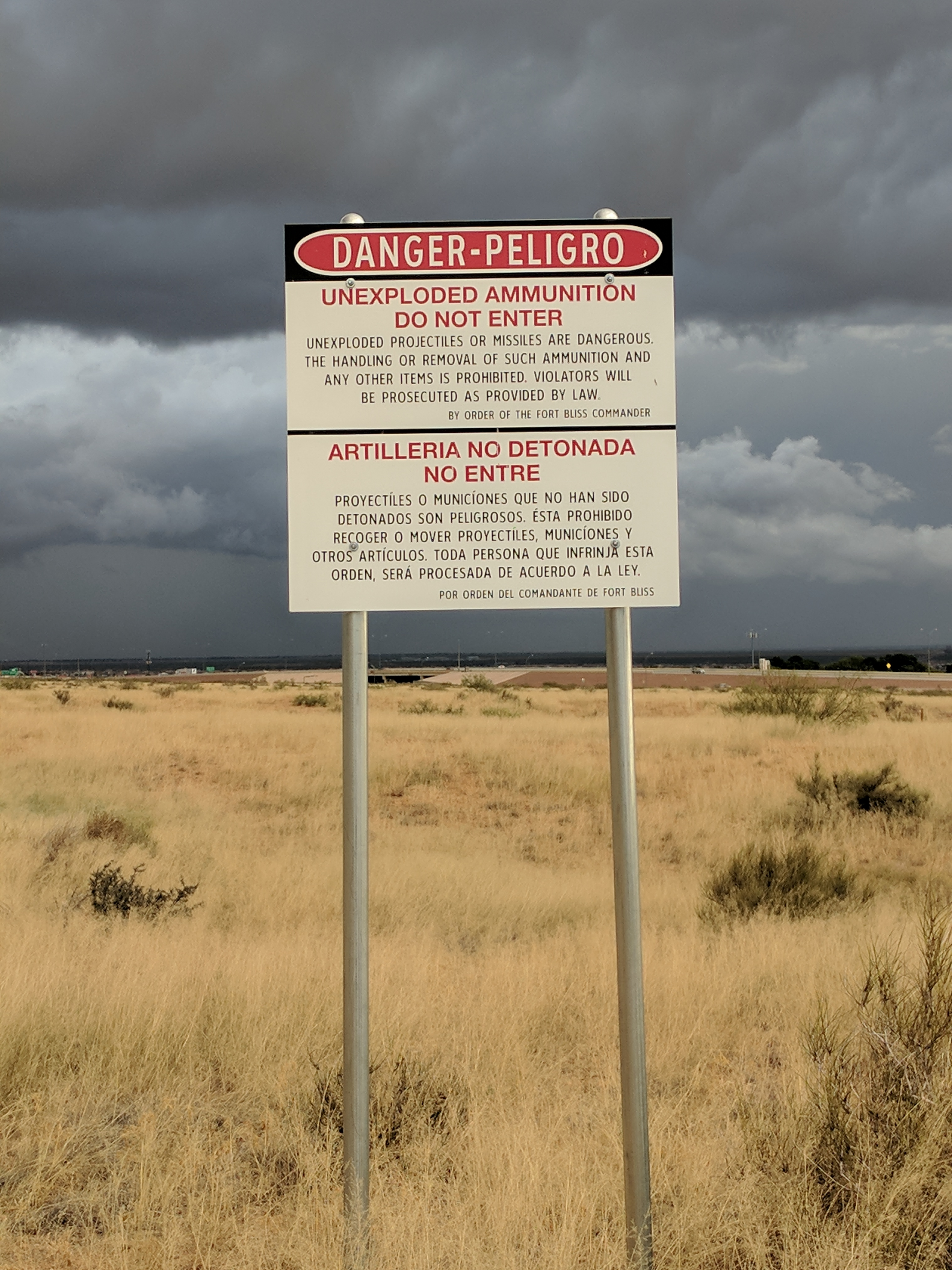
Señal de advertencia de municiones sin explotar en el monumento nacional Castner Range.

Esta área incluye 41 sitios arqueológicos que muestran evidencia de presencia humana que data del año 6000 a. C. Estos incluyen tres sitios en el Registro Nacional de Lugares Históricos: el distrito de arte rupestre de Fusselman Canyon, el sitio de Northgate y el distrito arqueológico de Castner Range. Los artefactos encontrados incluyen arte rupestre, cerámica, refugios, sitios de entierro y morteros de lecho rocoso que datan del 250 al 1500 d. C.. Los pueblos indígenas apache, pueblo, comanche, hopi y kiowa tienen conexiones históricas con el área.
Castner Range fue un sitio de prueba de armas para el Ejército desde 1926 hasta su cierre en 1966. Durante la Segunda Guerra Mundial, un nuevo campo de misiles de defensa aérea se convirtió en el más grande del mundo. El campo de tiro al blanco antimecanizado proporcionó a los soldados experiencia en el uso de armas antitanque. Después de la guerra, la 1.ª Brigada de Misiles Guiados del Ejército entrenó en el sitio con nuevos misiles guiados, y durante la Guerra de Vietnam el Ejército llevó a cabo allí ejercicios de combate cuerpo a cuerpo.
Una parte del campo se ha transferido para el desarrollo público y privado, aunque el activismo conservacionista ha bloqueado un mayor desarrollo.

### Monumento nacional
La defensa de la protección de las montañas ha estado en curso durante varias décadas. En 1979, la legislatura de Texas aprobó una ley que permitía al Departamento de Parques y Vida Silvestre de Texas aceptar que la tierra se incorporara al recién creado parque estatal Franklin Mountains, pero las municiones vivas en el sitio impidieron su transferencia; los esfuerzos posteriores para hacerlo continuaron siendo bloqueados por las municiones sin detonar restantes, así como por un presupuesto limitado para parques. La Ley de Autorización de la Defensa Nacional de 2018 incluía una disposición que restringía la construcción de nuevas carreteras o edificios.
En 2015, el congresista Beto O'Rourke presentó un proyecto de ley que crearía el Monumento Nacional Castner Range. El proyecto de ley fue posteriormente presentado nuevamente por la representante Veronica Escobar. El Concejo Municipal de El Paso y la Corte de Comisionados del Condado de El Paso apoyaron unánimemente la designación. La secretaria del Interior, Deb Haaland, visitó la cordillera con Escobar en marzo de 2022 y se comprometió a promover el acceso a la naturaleza.
El presidente Biden anunció el establecimiento del monumento en la Cumbre de Conservación en Acción de la Casa Blanca el 21 de marzo de 2023, junto con el monumento nacional Avi Kwa Ame como parte de los objetivos de conservación de 30x30 de la administración.
El sitio aún está en proceso de remediación de municiones vivas y artillería de conformidad con la Ley de Responsabilidad, Compensación y Respuesta Ambiental Integral (Superfondo) y, por lo tanto, no es accesible al público. Solo una pequeña parte del área ha sido inspeccionada por completo y las estimaciones sugieren que quedan más de 4800 municiones sin descubrir. Después de las fases de limpieza, el monumento se desarrollará con senderos para caminar o andar en bicicleta, aunque esto puede tardar muchos años. El Museo de Arqueología de El Paso y el Museo Nacional de la Patrulla Fronteriza se encuentran en Woodrow Bean Transmountain Drive, que atraviesa el monumento, y su propiedad municipal de 17 acres con un sendero natural corto es el único acceso no vehicular al área, aunque no dentro de los límites federales.

## Ecología y geología

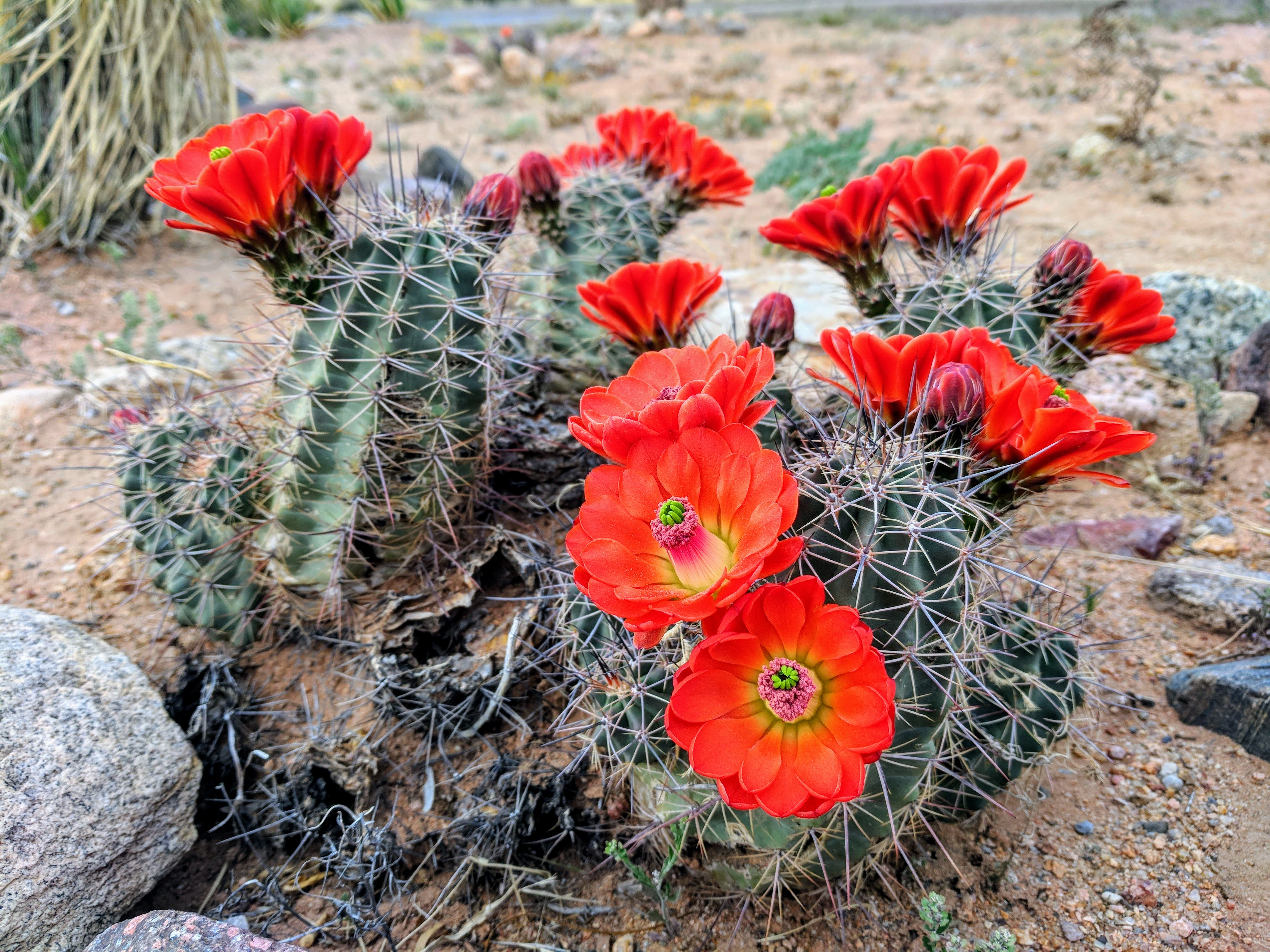
Cactus copa de clarete en flor en el Museo de Arqueología de El Paso.

Castner Range es parte del Desierto de Chihuahua. La amapola dorada mexicana florece en todo el sitio en la primavera.
Los animales que viven en las Montañas Franklin incluyen el chorlito de montaña, el lagarto cornudo de Texas, el búho llanero occidental y el caracol talud de la Montaña Franklin.
Las plantas nativas incluyen la lengua de barba de Álamo, el cactus acerico de Sneed y el cereus que florece de noche.
Las montañas tienen una discordancia entre el granito Red Bluff más antiguo y la nueva arenisca de la Formación Bliss. Una formación de piedra caliza Castner en las estribaciones ha fosilizado algas del período Precámbrico. Castner Range tiene los únicos abanicos aluviales sin desarrollar de las montañas que se extienden desde sus cañones.